# Ga Cheonggyesan
Ga Cheonggyesan là ga đường sắt ở Seoul, Hàn Quốc, trên Tàu điện ngầm Seoul quản lý bởi Tuyến Shinbundang. Nó mở cửa vào 28 tháng 10 năm 2011.

## Bố trí ga
| Yangjae Citizen's Forest ↑ |
| \| S/B                     |
| ↓ Pangyo                   |

| Hướng Bắc | ● Tuyến Shinbundang | ← Hướng đi Sinsa      |
| Hướng Nam | ● Tuyến Shinbundang | → Hướng đi Gwanggyo → |

## Lối thoát
2 lối thoát:
1. Hướng Đông của Cheonggyesan-ro
2. Hướng Tây của Cheonggyesan-ro